# Aadu Must
Aadu Must (født 25. marts 1951 i Pärnu, død 20. juli 2023) var en estisk historiker og politiker, medlem af Tartu byråd og Riigikogu.
Han var professor i arkivering ved Tartu Universitet, og fra 1996 har han været medlem af Estisk Centerparti.